# Marengo nitida
Marengo nitida là một loài nhện trong họ Salticidae.
Loài này thuộc chi Marengo. Marengo nitida được Eugène Simon miêu tả năm 1900.